# 商人司
商人司（しょうにんつかさ）は、商人頭（しょうにんがしら）とも呼ばれ、戦国時代から江戸時代前期にかけて諸大名の領国内あるいは城下町において諸商人の統率、他国からの行商人の取締、各種商業課税の徴収代行、定期市などの市場の開催・興行を行った特権商人。中には街道筋や城下町の警備など代官的な要素を持つ者もいた。

## 概要
商人司の多くは元々は座における特権をもち、問屋を営む豪商で中には連雀商人や伝馬問屋を営む者もあった。戦国時代に入ると、各地に一定の武力を有して広範な市場網と交通網を確保するとともに、多くの商人を支配下に置いた「親方」商人が出現するようになった。大名は必要な物資を円滑に確保するとともに商業流通を支配するために、こうした「親方」の中から商人司を任じてその統制を委ねたのである。商人司には「商人さばき」と呼ばれる領内の商人を統制する一種の検断権が認められ、中には盗賊の取締や通行手形の発行、荷物の検閲などの権限を保持する場合もあった。
商人司の性格については議論も多い。すなわち、商人司の「親方」としての性格を大工頭や穢多頭と同様の職縁的原理に基づいた支配であると捉え、また大名から商人に対する過重な課税や不当な刑罰を課された場合にはその撤回を求めて大名側と交渉するなど、商人の保護者としての側面も有することから、彼らは大名から一定の自立をして町の自治を主導する存在であったとする見方が強い。だが一方で、商人司の中には大名家の御用商人を兼ねる者が多く、しかも商人司自体が大名に任じられていた役職であることを指摘して、むしろ大名の代官として商人の統率者としての側面を重視する見方もある。また、商人司の中には元は武士であったとする由緒書を持つ者が多く（伊藤氏・橘氏など、ただしその内容が事実かどうかは別問題である）、商人司に任命された商人の由来が必ずしも現地で代々続いた商人ではなく、大名権力と結びついた新興商人や外来商人も相当数含まれていたと考えられていることも指摘されている。さらに商人さばきなどの諸権限についても、領内もしくは城下町全域の商業全般に対して無条件に及ぶものなのか、大名から命じられた商人に対する徴税とそれに関連する範囲に限定されたものなのかについては意見が分かれている。
商人司として著名な者として、蘆名氏に仕えた簗田氏や今川氏に仕えた友野氏、上杉氏に仕えた蔵田氏、織田氏に仕えた伊藤氏、朝倉氏・織田氏に仕えた橘氏などが知られており、東日本で多く見られている。
こうした商人司は江戸時代に入ると、町共同体と対立や定期市の衰退によって消滅するが、彼らの中には引き続き御用商人や町役人に任じられて城下町での発言権を保った者や、香具師などの特定の商人集団を率いた者もいた。